# Rosenfink
Rosenfink (Carpodacus erythrinus), är en fågel som tillhör familjen finkar. Rosenfinken har sin största och individtätaste utbredning i Sibirien och Centralasien, men har på senare tid spridit sig till Östeuropa, Centraleuropa och Skandinavien. Den adulta hanen är karmosinröd på bröstet och huvudet, medan honor och hanar yngre än tredje kalenderåret är olivbruna och streckade. Rosenfinken har också en karaktäristisk sång som liknar en busvissling. 

## Utseende och läte

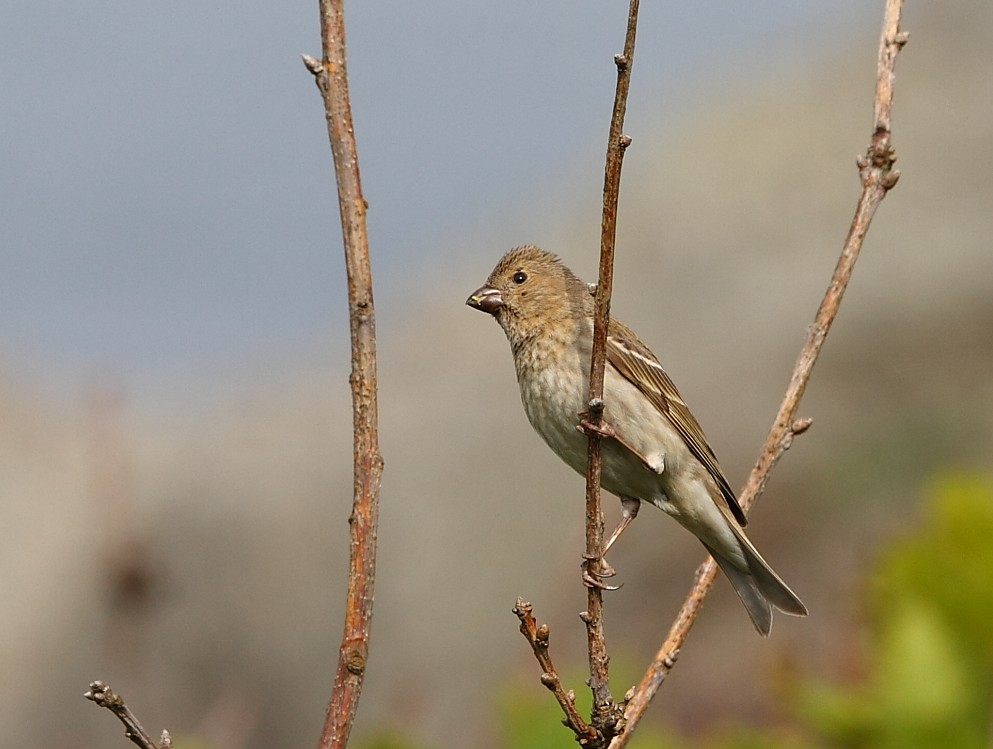
Honfärgad rosenfink, av nominatformen.

Rosenfinken blir upp till 15 centimeter lång och väger ungefär 20 till 25 gram. De har en kort och kraftig och rundad mörk näbb och pepparkornsögon. I alla dräkter har den dubbla smala vingband som dock kan vara svåra att se när fjäderdräkten är sliten. Honor och hanar yngre än tredje kalenderåret, är olivbruna och streckade och går inte att skilja åt. Därför talar man om honfärgade individer. 
Hos den adulta hanen är huvudet karminrött med en bred mörkbrun tygel. Övre delen av bröstet och övergumpen är också röda medan den nedre delen, inklusive buk och undergump är vit eller ljusgrå. Ovansidan av vingarna, stjärten och ryggen är mörkbruna.
Locklätet låter ungefär "vy" eller "djy". Sången låter ungefär "vy vídjio", i styrka nästan som en busvissling. Inom engelskan har det hävdats att rosenfinkens läte låter som den säger "pleased to meet you" (trevligt att träffas).

## Utbredning och systematik
Rosenfinken har sin största och individtätaste utbredning i Sibirien och Centralasien och har först senare brett ut sig västerut till Östeuropa, Centraleuropa och Skandinavien. Den är en långflyttare som övervintrar i Indien, Iran sydöstra Pakistan, Nepal och Sydostasien.

### Underarter

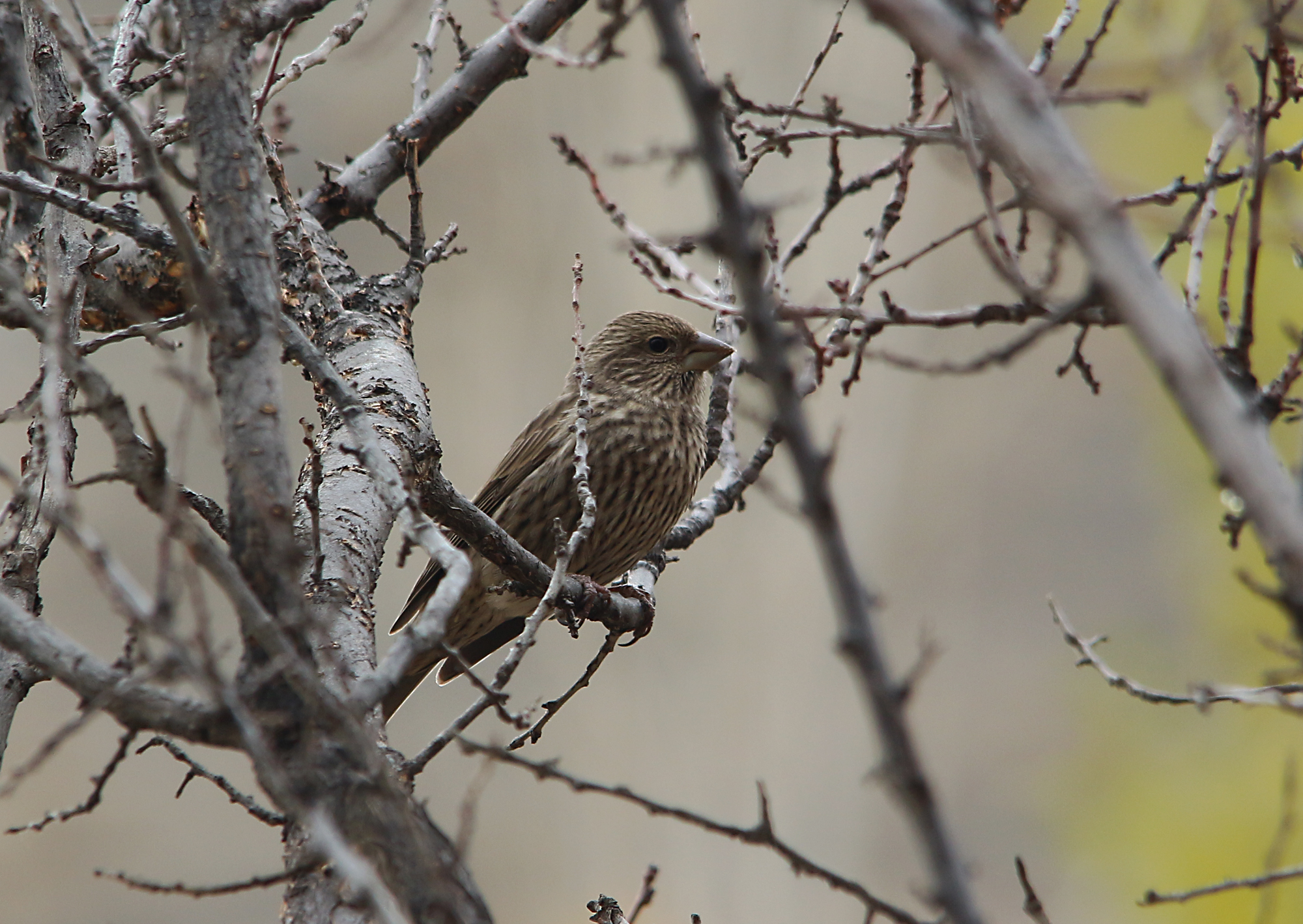
Honfärgad i norra Pakistan i november. Den är mycket grövre streckad än nominatformen, men på grund av årstiden kan det vara svårt att med säkerhet underartsbestämma den.

International Ornithological Congress (IOC) och Clements m.fl. delar upp rosenfinken i fem underarter med följande utbredning:
- Carpodacus erythrinus erythrinus – nominatformen häckar från norra Europa och västra Sibirien, österut till Jenisejfloden, och söderut till norra Turkiet.
- Carpodacus erythrinus grebnitskii – häckar i östra Sibirien, norra Sachalin, Mongoliet och i Manchuriet.
- Carpodacus erythrinus kubanensis – häckar i Kaukasus och i norra Iran
- Carpodacus erythrinus ferghanensis – häckar från nordöstra Iran och österut till norra Afghanistan, norra Pakistan och Kashmir.
- Carpodacus erythrinus roseatus – häckar i Himalaya.

I verket Handbook of Western Palearctic Birds (Shirihai & Svensson 2018) inkluderas ferghanensis i kubanensis. Även svenska BirdLife Sverige följer denna indelning.
De enda kännetecknande skillnaderna underarterna emellan är färgtoner och mängden streckning. I vinterkvarteren kan dessa underarter oftast inte särskiljas utifrån dessa kännetecken eftersom det också förekommer stora individuella skillnader.

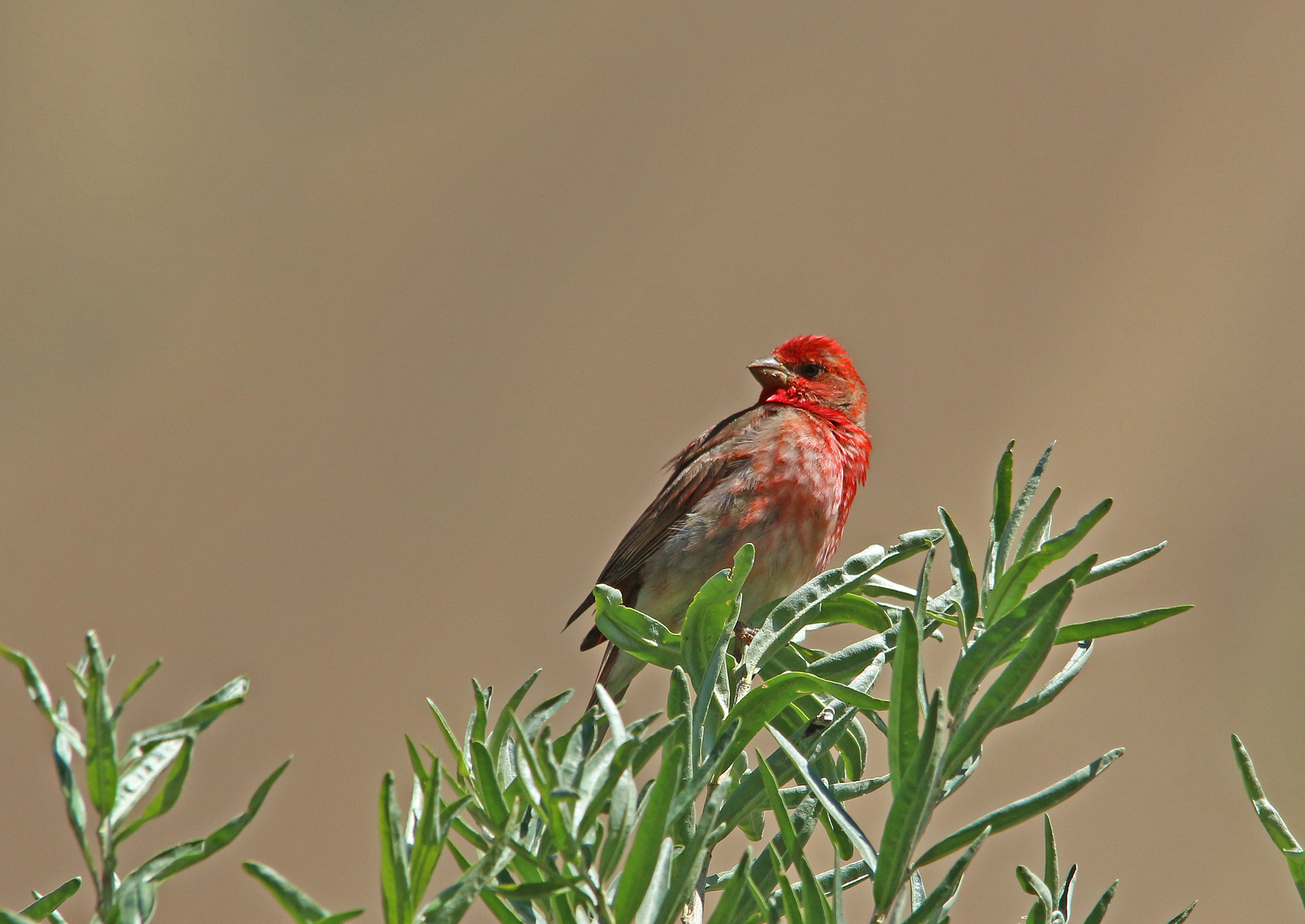
Rosenfinkhane i Pakistan, förmodligen av underarten ferghanensis, med större inslag av rött än nominatformen.

Tillfälligt har rosenfinken påträffats i bland annat Färöarna, Jordanien, Taiwan och USA.

### Släktestillhörighet
Rosenfinken placeras traditionellt i släktet Carpodacus. Genetiska studier visar dock att den är systerart till övriga rosenfinkar, där även de monotypiska släktena Kozlowia, Uragus, Pyrrhospiza, Propyrrhula, Haematospiza samt utdöda Chaunoproctus ingår. Eftersom typarten för Carpodacus, sibiriska rosenfinken, inte är särskilt närbesläktad har rosenfinken av vissa lyfts ut i ett eget släkte, Erythrina. De allra flesta taxonomiska auktoriteter utvidgar dock Carpodacus till att omfatta hela komplexet, varvid rosenfinken behålls i Carpodacus.

### Förekomst och status i Sverige
Rosenfinken kom till Sverige österifrån och första observationen gjordes 1839 på Gotland, men först hundra år senare observerades det första häckande paret i Sverige, på Fårö 1938. Under 1950-talet observerades den i södra Dalarna och i området kring Norrtälje för att från och med mitten av 1950-talet häcka årsvist i Sverige. Under 1960- och 1970-talen skedde en explosionsartad spridning i stora delar av landet, med tyngdpunkt på de östra delarna.
Fram till cirka 1995 ökade beståndet, men sedan dess har det minskat kraftigt. Vid slutet av 1990-talet var den dock tämligen allmän till sparsamt förekommande i stora delar av Sverige förutom i de sydvästra delarna, i delar av Småland och i de inre delarna av Norrland, där den bara förekom sparsamt till sällsynt.
Enligt Svensk häckfågeltaxering minskade den med cirka 60 % mellan åren 1993 och 2008 och idag beräknar man att det svenska beståndet består av cirka 13 000 eller 17 000 par. I 2010 och 2015 års upplagor av Artdatabankens rödlista anges rosenfinkens hotstatus i Sverige som sårbar, för att i 2020 års lista nedgraderades till den lägre kategorin nära hotad.
Från Sverige påbörjar den sin höstflyttning under andra halvan av juli till mitten av augusti och den sträcker åt sydost och är den enda häckande finken i Sverige som övervintrar i området kring Indien.

## Ekologi

### Häckning och biotop

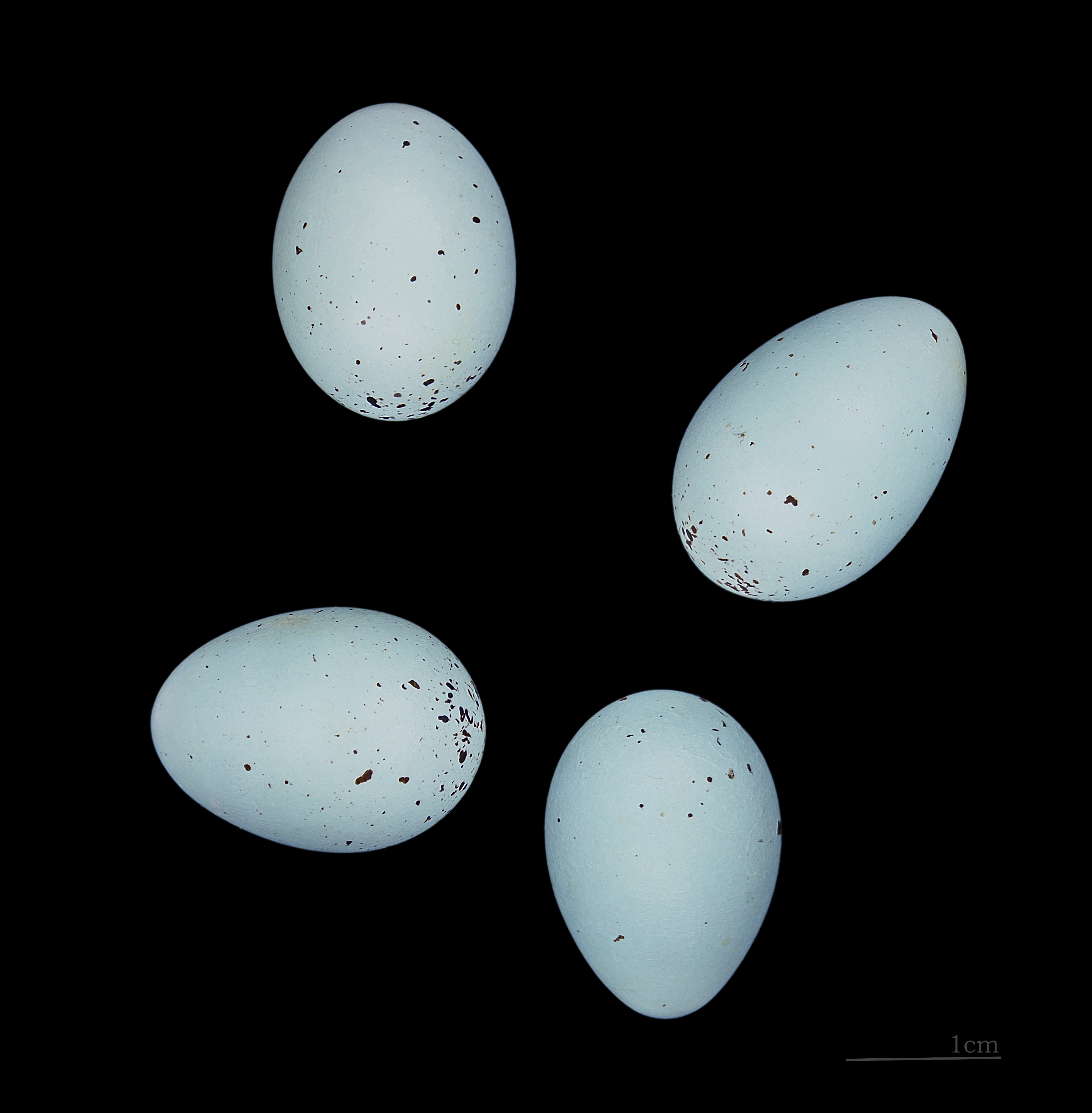
Ägg av rosenfink ur Muséum de Toulouses samling.

Under häckningsperioden lever rosenfinken på fuktiga ängar, i parker, buskrika landskap, våtmarksskogar och fruktträdgårdar. Boet placeras lågt och väl gömt i tjockt buskage. Häckningstiden är kort, och infinner sig i juni i Sverige. Honan lägger i snitt fyra till sex mörkblå, mörkfläckiga ägg som hon ruvar under elva till 13 dagar. Under tiden försörjs hon av hanen med föda. Efter tolv till 14 dygn blir ungarna flygga.

### Föda
Rosenfinken livnär sig mest av blad- och blomknoppar från rönn, vinbär och äppelträd. Även honhängen av vide, maskrosfrön, mindre insekter och bladlöss är populär föda.

## Status och hot
Rosenfinken har ett stort utbredningsområde och en stor global population. Utvecklingstrenden är negativ men trots det bedöms den inte vara hotad, varför IUCN kategoriserar den som livskraftig (LC). Världspopulationen uppskattas preliminärt till hela 27,3–56 miljoner adulta individer.